# Exorista brevihirta
Exorista brevihirta là một loài ruồi trong họ Tachinidae.